# Francosko-nemška brigada
Francosko-nemška brigada (francosko Brigade Franco-Allemande, kratica BFA; nemško Deutsch-Französische Brigade, kratica DFB) je dvonacionalna brigada kopenske vojske, ki jo sestavljajo vojaške enote Francije in Nemčije (ob ustanovitvi Zahodne Nemčije).

## Zgodovina
13. novembra 1987 sta predsednik Francije François Mitterand in kancler Nemčije Helmut Kohl v Karlsruhu podpisala sporazum o okrepitvi vojaškega sodelovanja med državama z namero o ustanovitvi skupne vojaške formacije.
Oktobra 1988 je pričel delovati organizacijski štab. 2. oktobra 1989 je bila Francosko-nemška brigada oz. Nemško-francoska brigada uradno ustanovljena. 17. oktobra 1990 je bila dokončno vzpostavljena struktura brigade; tega leta so tudi pričeli organizirati številne vojaške vaje, s katerimi so uskladili delovanje. Brigada je tako sodelovala v francosko-nemških vajah in mednarodnih vajah (v sklopu zveze NATO). 1. oktobra 1992 se je brigada preselila v novo garnizijo Müllheim. 1. oktobra 1993 je bila brigada dodeljena Eurocorpsu.
Leta 1996 je bil del brigade poslal v Bosno v sklopu SFORa. Naslednje leto, oktobra 1997, je brigada opravila urjenje v Gabonu in novembra 1997 pa je sodelovala v trilateralni vojaški vaji Concordia 1997, skupaj s Poljaki. Med marcem in septembrom 1999 je bil del brigade poslal v makedonski Ohrid. Januarja 2000 je brigada sodelovala v humanitarni operaciji pri odpravljanju škode orkana Lothar. Med februarjem in marcem istega leta pa je sodelovala pri odpravljanju razlitja tankerja Erika pred bretonsko obalo. Med junijem 2000 in januarjem 2001 je brigada delovala v sklopu SFORja in KFORja. Oktobra 2001 je del brigade sodeloval v vojaški vaji Cobra 2001 v Španiji. Avgusta 2002 je brigada pomagala pri poplavi reke Elbe. Novembra 2002 je brigada prevzela poveljstvo SFOR VI, nato pa je sodelovala v Task Force Fox (Makedonija) in KFOR. Od julija 2004 do januarja 2005 je brigada (oz. del le-te) delovala v ISAFu v sklopu Mednarodne brigade Kabul.
Med vojaško vajo Common Tenacity 2005 (17. oktober-9. november 2005) je brigada dobila Natov certifikat za hitroreakcijsko enoto. Certifikat je potrdila na vojaški vaji Brilliant Ledger 2006 (6.-28. februar 2006), ki je potekala v sklopu Eurocorpsa. Med 1. junijem in 12. julijem istega leta je brigada sodelovala v Natovi vojaški operaciji Steadfast Jaguar 2006.
Med 1. julijem 2006 in 14. januarjem 2007 je brigada predstavljala jedro NATO Response Force 7 (NRF 7).

## Organizacija
- Štabna četa (/)
- oklepni izvidniški polk 3e Régiment de Hussards ()

- Štabna četa
- Oklepna izvidniška četa
- Oklepna izvidniška četa
- Oklepna izvidniška četa
- Protioklepna četa
- Podporna četa

- pehotni bataljon Jägerbataillon 292 ()

- 1. četa (poveljniško-logistična)
- 2. četa (lahka pehota)
- 3. četa (lahka pehota)
- 4. četa (lahka pehota)
- 5. četa (težka; minometi, TOW, 20 mm MK)
- 6. ćeta (trenažna)
- 7. četa (rezervna)

- pehotni polk 110e Régiment d'Infanterie ()

- Štabna četa
- Pehotna četa
- Pehotna četa
- Pehotna četa
- Težka četa
- Podporna četa

- oklepna inženirska četa Panzerpionierkompanie 500 ()
- oklepni artilerijski bataljon Panzerartilleriebataillon 295 ()

- 1. baterija (poveljniško-logistična)
- 2. baterija (oklepna artilerijska baterija)
- 3. baterija (oklepna artilerijska baterija)

- logistični bataljon (francosko Bataillon de Commandement et de Soutien, nemško Deutsch-Französiches Versorgungsbataillon (/)

- Poveljniško-podporna četa (/)
- Vzdrževalna četa (/)
- Oskrbovalna četa (/)
- Transportna četa ()
- Administrativno-podporna četa ()

## Poveljstvo
Poveljnik
- Géneral de brigade Jean-Pierre Sengeisen  (1989-1991)
- Brigadegeneral Helmut Neubauer  (1991-1993)
- Géneral de brigade Bernard Friedrich  (1993-1995)
- Brigadegeneral Hans-Otto Budde  (1995-1997)
- Géneral de brigade Alain Lefèvre  (1997-1999)
- Brigadegeneral Georg Nachtsheim  (1999-2001)
- Géneral de brigade Bernard Oberto  (2001-2003)
- Brigadegeneral Walter Spindler  (2003-2005)
- Général de brigade Bruno Pinget  (2005-2007)
- Brigadegeneral Andreas Berg  (2007-2009)
- Géneral de brigade Philippe Chalmel  (2009-danes)